# Économie de l'Amérique latine
La situation de l'économie des pays d'Amérique latine est très variable d'un pays à l'autre, tant au niveau du PIB (explicable en partie grâce à la taille de la population), des partenaires commerciaux (due en partie aux facteurs géographiques), de l'inflation, de la pauvreté/richesse, des produits exportés, etc.

## Fiscalité et inégalités
Les inégalités en Amérique latine s'expliquent en partie par un système fiscal très avantageux pour les plus fortunés : peu de prélèvement sur la fortune ou la propriété et des impôts sur les biens et les services (qui touchent indistinctement riches et pauvres) cinq à six fois supérieurs aux impôts sur le revenu.
D'après la Cepalc (Nations unies), le coefficient de Gini (qui mesure les disparités de revenus) ne baisse que de 3 % après impôts en Amérique latine contre 17 % dans les pays de l'OCDE. D'après une étude de l'OCDE sur l'Amérique latine, « Les faibles recettes des impôts sur les revenus, les profits et le capital s'expliquent en partie par les généreuses exemptions et les hauts dégrèvements octroyés, ainsi que par l'évasion fiscale des contribuables les plus riches ». Les fraudes fiscales représentent 350 milliards de dollars par an, soit 6,3 % du PIB.

## Classe moyenne
L'OCDE souligne qu'en Amérique latine, « la classe moyenne est vulnérable parce qu'elle a des emplois de mauvaise qualité, généralement informels, et une protection sociale insuffisante, un faible revenu souvent instable, ce qui l'expose au risque de tomber dans la pauvreté ».

## Dette publique
De nombreux pays de la zone sont lourdement endettés et consacrent chaque année une grande partie de leur budget au remboursement de la dette. L'endettement de ces pays préoccupe certains gouvernements qui doivent faire des efforts pour bénéficier des prêts du FMI ou de la Banque mondiale. L'Argentine a d'ailleurs connu une grave crise et a suspendu le paiement de la dette.
En 2001, la dette extérieure de l'Amérique latine atteindrait 760 milliards de dollars, alors qu'en 1995, elle était de 650 milliards de dollars.

## IDE
En 2002, les Investissements directs étrangers, les « investissements directs étrangers », s'élevaient à 69 milliards de dollars contre 42,5 milliards de dollars en 2001.
En 2011, les IDE reçus sont de 141 milliards de dollars.

## Commerce extérieur

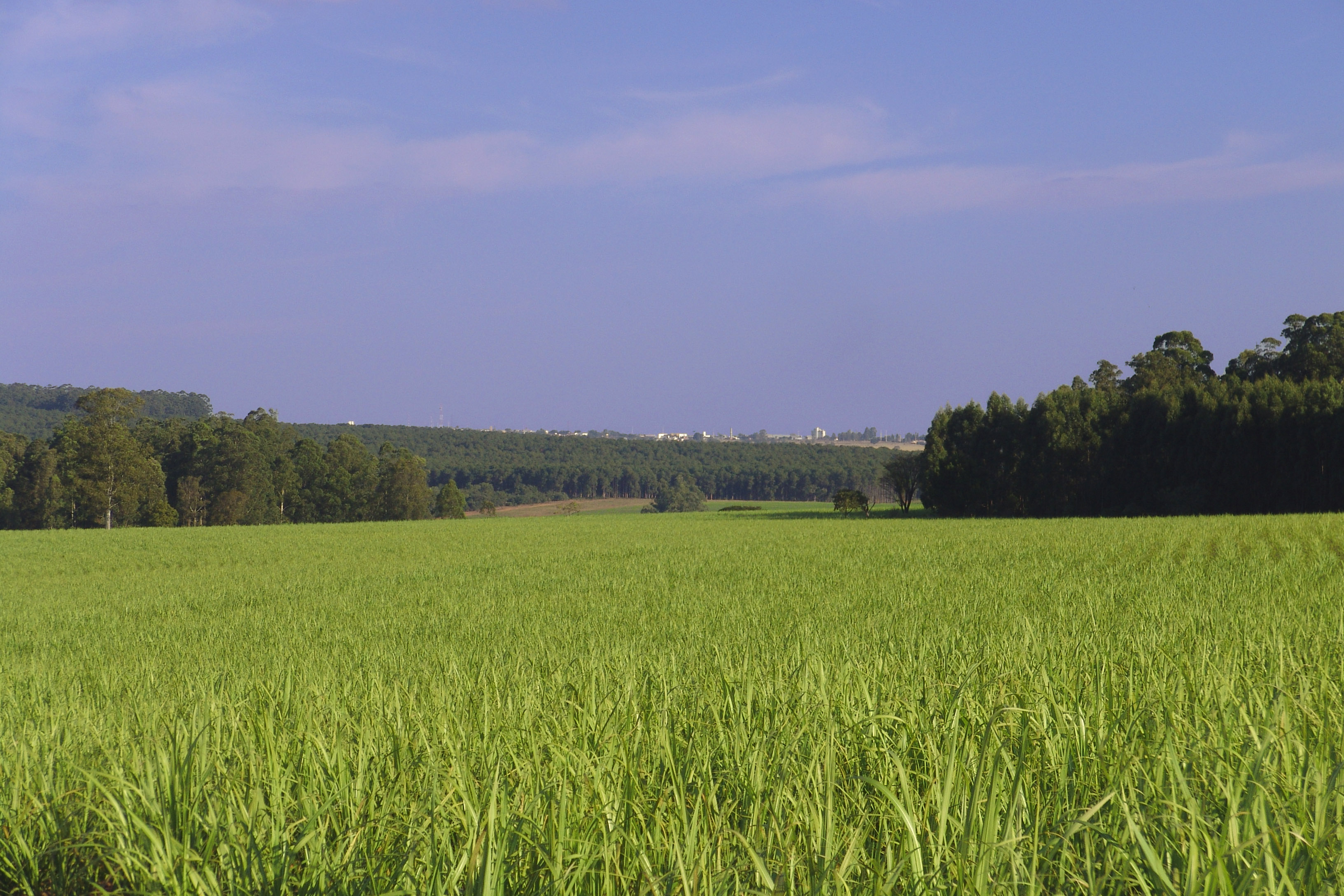
Plantation de canne à sucre à São Paulo. En 2018, le Brésil était le premier producteur mondial, avec 746 millions de tonnes. L'Amérique latine produit plus de la moitié de la canne à sucre mondiale.

Le  Venezuela, le Mexique, l'Argentine, la Colombie et l'Équateur exportent davantage de pétrole qu'ils n'en importent. Ces pays bénéficient généralement de la hausse des prix de pétrole, car cela signifie davantage de recettes lorsqu'ils possèdent des entreprises nationales, davantage d'impôts sur les concessions, et davantage de rentrées de devises.
L'exportation des minerais occupe une part non négligeable dans les économies de la Bolivie, du Chili, du Pérou et du Mexique.

## Agriculture

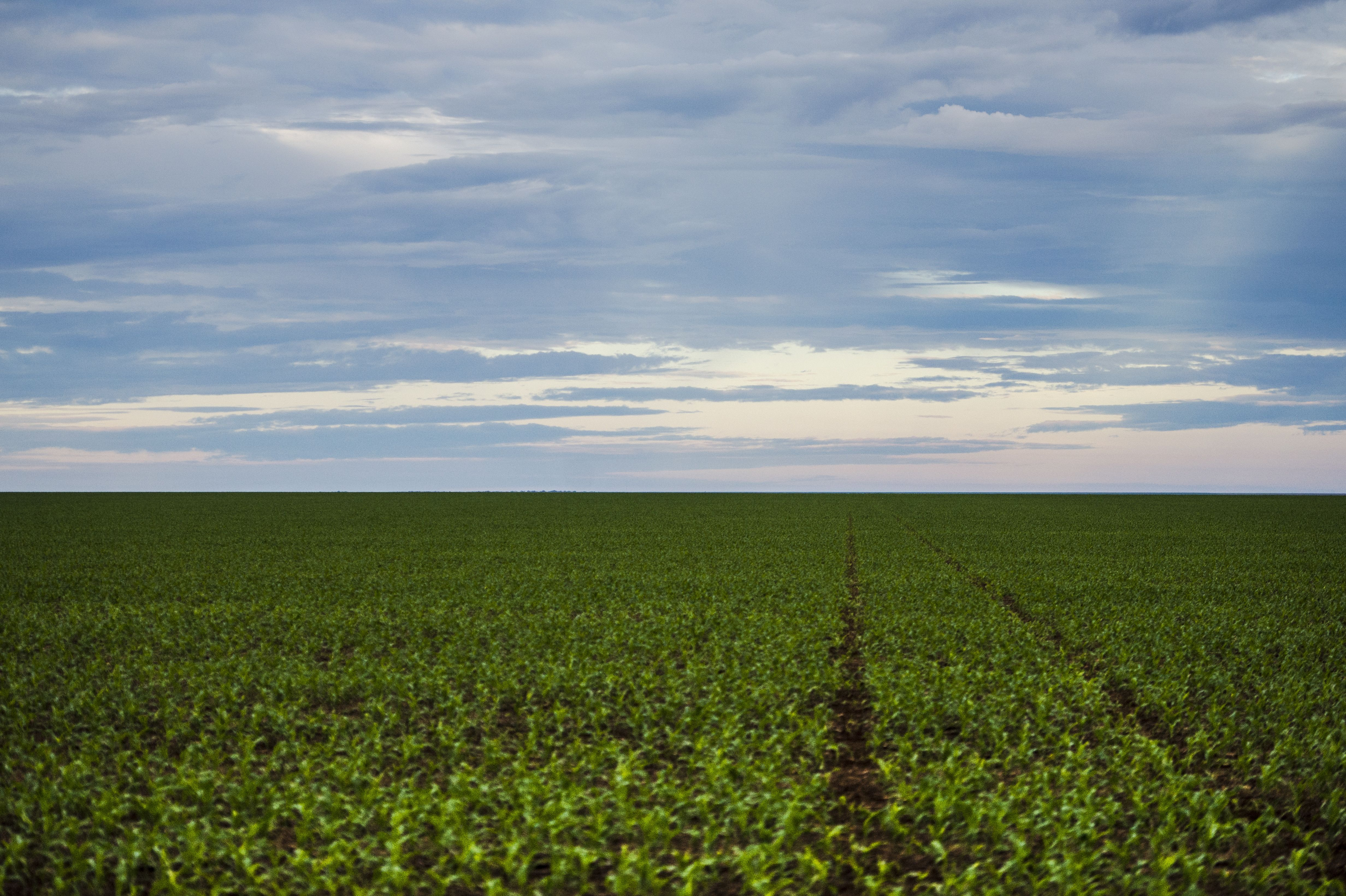
Plantation de soja au Mato Grosso. En 2020, le Brésil était le premier producteur mondial, avec 130 millions de tonnes. L'Amérique latine produit la moitié du soja mondial.

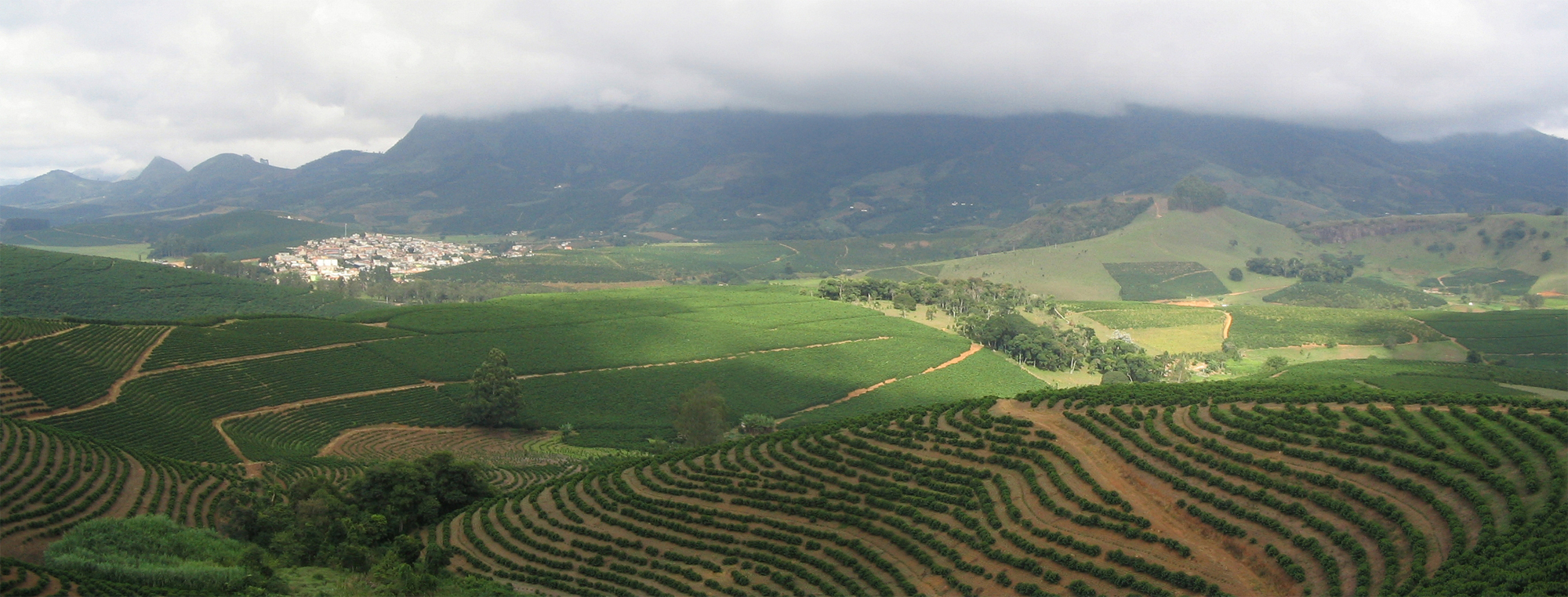
Café à Minas Gerais. En 2018, le Brésil était le premier producteur mondial, avec 3.5 millions de tonnes. L'Amérique latine produit la moitié du café mondial.

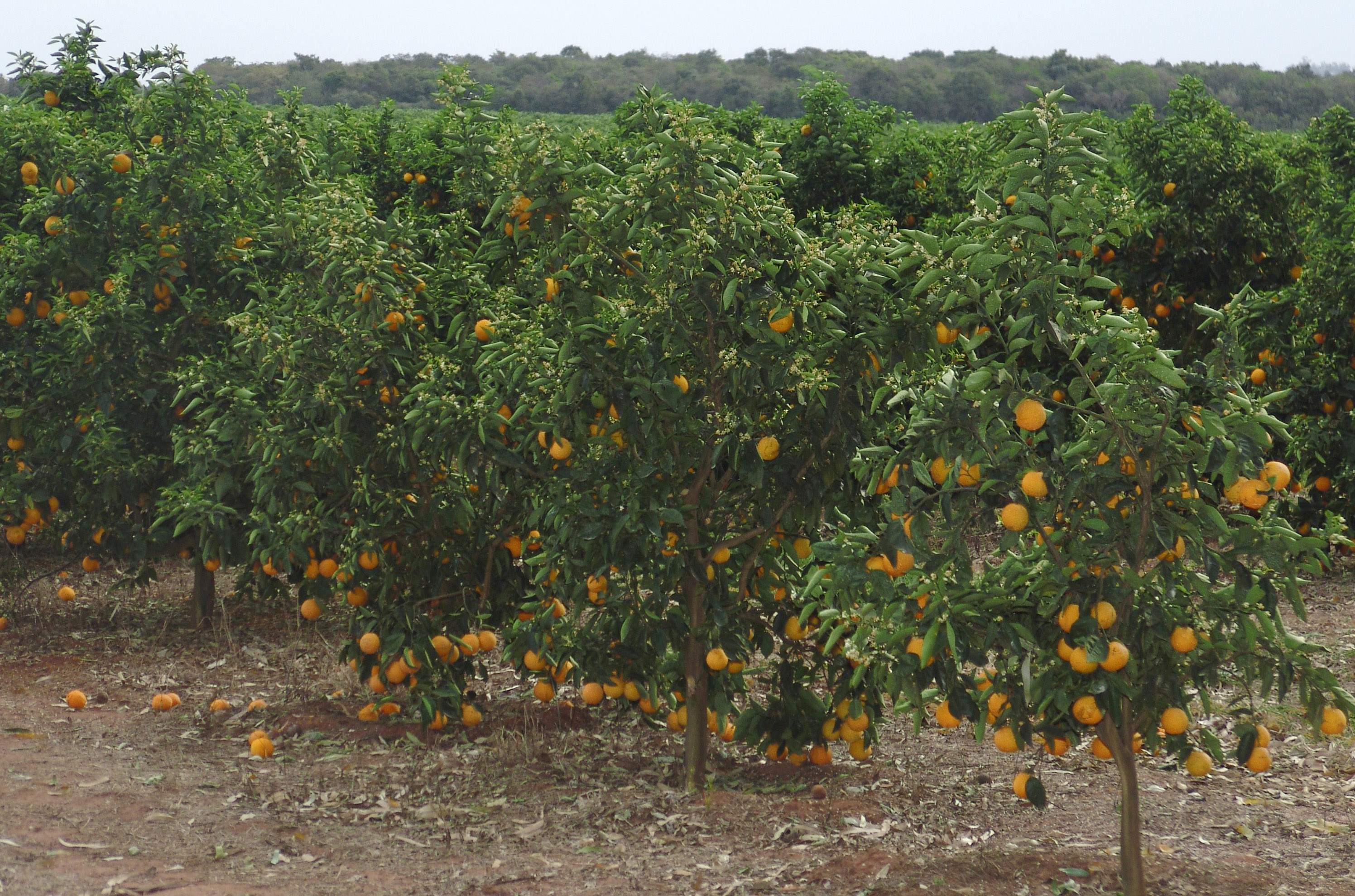
Orange à São Paulo. En 2018, le Brésil était le premier producteur mondial, avec 17 millions de tonnes. L'Amérique latine produit 30% de l'orange mondiale.

Les quatre pays avec la plus forte agriculture d'Amérique du Sud sont Brésil, Argentine, Chili et Colombie. Actuellement:
- Le Brésil est le premier producteur mondial de canne à sucre, soja, café,  orange, guarana, açaí et Noix du Brésil; est l'un des 5 plus grands producteurs de maïs, papaye, tabac, ananas, banane, coton, haricot, noix de coco, pastèque et citron; et est l'un des 10 plus grands producteurs au monde de cacao, noix de cajou, avocat, kaki, mangue, goyave , riz, sorgho et tomate;
- L'Argentine est l'un des 5 plus grands producteurs au monde de soja, maïs, graines de tournesol, citron et poire, l'un des 10 plus grands producteurs au monde de orge, raisin, artichaut, tabac et coton, et l'un des 15 plus grands producteurs au monde de blé, canne à sucre, sorgho et grapefruit;
- Le Chili est l'un des 5 plus grands producteurs mondiaux de cerise et canneberge, et l'un des 10 plus grands producteurs mondiaux de raisin, pomme, kiwi, pêche, prune et noisette, en se concentrant sur l'exportation de fruits de grande valeur;
- La Colombie est l'un des 5 plus grands producteurs au monde de café, avocat et huile de palme, et l'un des 10 plus grands producteurs au monde de canne à sucre, banane, ananas et cacao;
- Le Pérou est l'un des 5 plus grands producteurs d'avocat, myrtille, artichaut et asperge, l'un des 10 plus grands producteurs au monde de café et cacao, l'un des 15 plus grands producteurs au monde de pomme de terre et ananas, et a également une production considérable de raisin, canne à sucre, riz, banane, maïs et manioc; son agriculture est considérablement diversifiée;
- L'agriculture du Paraguay se développe actuellement, étant actuellement le 6e producteur mondial de soja et entrant dans la liste des 20 plus grands producteurs de maïs et canne à sucre[3].

En Amérique centrale, les éléments suivants se démarquent:
- Guatemala, l'un des 10 plus grands producteurs au monde de café, canne à sucre, melon et caoutchouc naturel, et l'un des 15 plus grands producteurs mondiaux de banane et huile de palme;
- Honduras, qui est l'un des 5 plus grands producteurs de café au monde, et l'un des 10 plus grands producteurs mondiaux de huile de palme;
- Costa Rica, qui est le premier producteur mondial d'ananas;
- République dominicaine, qui est l'un des 5 principaux producteurs mondiaux de papaye et avocat, et l'un des 10 plus grands producteurs mondiaux de cacao.

Mexique est le plus grand producteur mondial d'avocat, l'un des 5 premiers producteurs mondiaux de piment, citron, orange, mangue, papaye, citrouille et asperge, et l'un des 10 plus grands producteurs mondiaux de canne à sucre, maïs, sorgho, haricot, tomate, noix de coco, ananas, melon et myrtille.

## Élevage

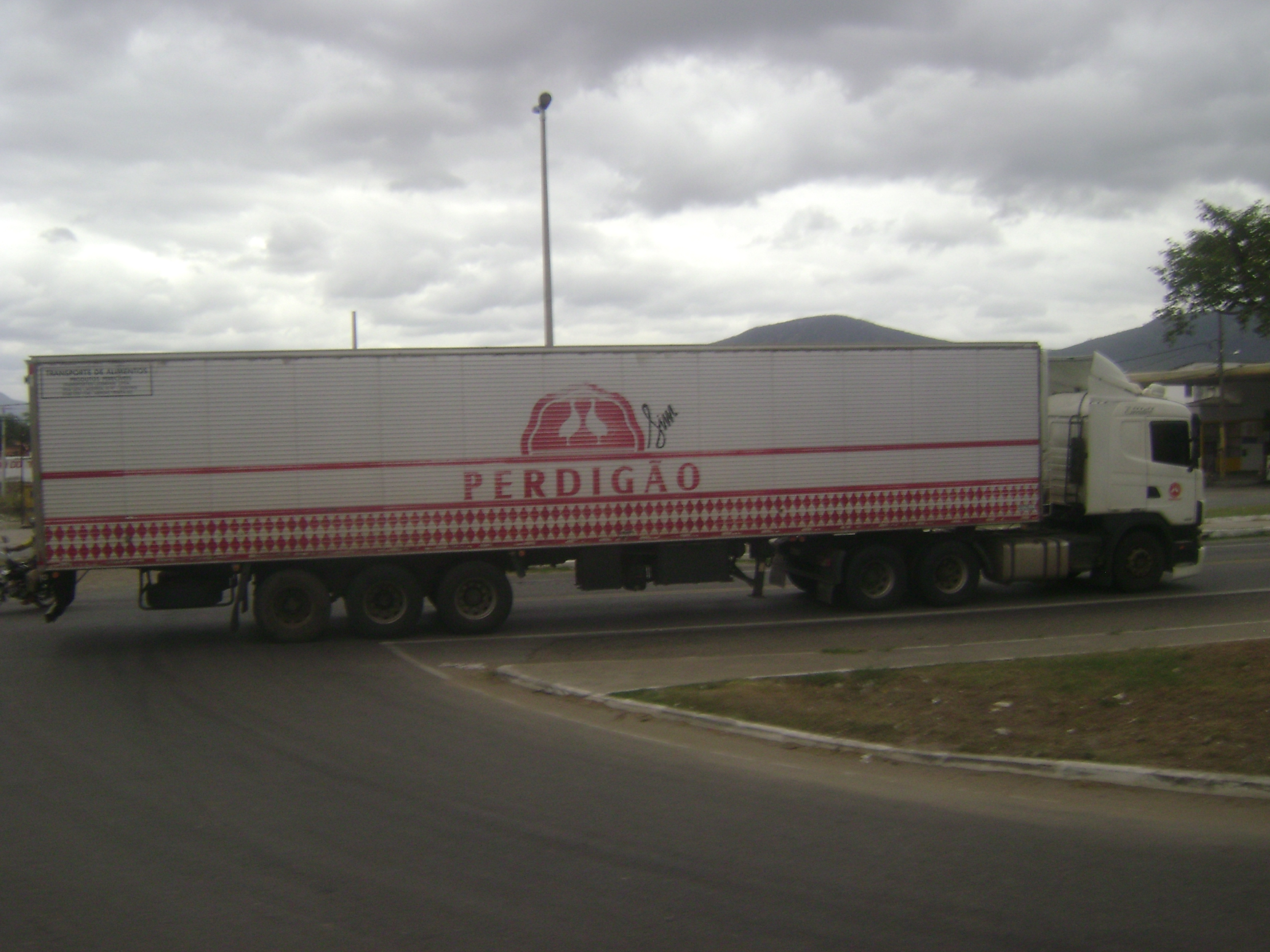
Camion d'une entreprise de viande au Brésil. L'Amérique latine produit 25% de la viande de bœuf et de poulet dans le monde.

Le Brésil est le premier exportateur mondial de viande de poulet: 3,77 millions de tonnes en 2019,. Le pays est le détenteur du deuxième plus grand troupeau de bovins du monde, 22,2% du cheptel mondial. Le pays était le deuxième producteur de viande bovine en 2019, responsable de 15,4% de la production mondiale. C'était aussi le 3e producteur mondial de lait en 2018. Cette année, le pays a produit 35,1 milliards de litres. En 2019, le Brésil était le 4e producteur de porc au monde, avec près de 4 millions de tonnes.
En 2018, l'Argentine était le 4e producteur mondial de bœuf, avec une production de 3 millions de tonnes (derrière seulement les États-Unis, le Brésil et la Chine). Uruguay est également un important producteur de viande. En 2018, elle a produit 589 mille tonnes de viande bovine.
Dans la production de viande de poulet, le Mexique fait partie des 10 plus grands producteurs au monde, l'Argentine, parmi les 15 plus grands, et le Pérou et la Colombie parmi les 20 plus grands. Dans la production de bœuf, le Mexique est l'un des 10 plus gros producteurs au monde et la Colombie est l'un des 20 plus grands. Dans la production de porc, le Mexique fait partie des 15 plus grands producteurs au monde. Dans la production de miel, l'Argentine est parmi les 5 plus grands producteurs au monde, le Mexique parmi les 10 plus grands et le Brésil parmi les 15 plus grands. Pour ce qui est de la production de lait de vache, le Mexique fait partie des 15 plus grands producteurs au monde et l'Argentine parmi les 20 plus grands.

## Industrie

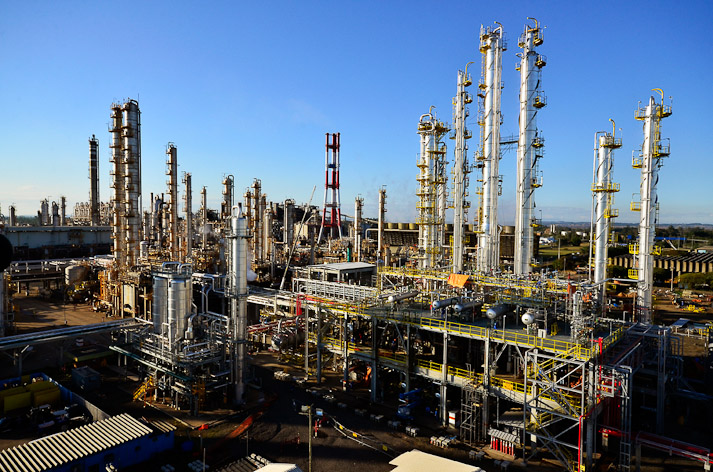
Braskem, la plus grande industrie chimique brésilienne

La Banque mondiale répertorie chaque année les principaux pays manufacturiers par valeur totale de fabrication. Selon la liste 2019, le Brésil aurait la douzième industrie la plus précieuse au monde (217,8 milliards de dollars), le Mexique la treizième (173,6 milliards de dollars), le Venezuela la trentième (58,2 milliards de dollars, cependant, qui dépendent sur le pétrole pour obtenir cette valeur), l'Argentine la 31e (57,7 milliards de dollars), la Colombie la 46e (35,4 milliards de dollars), le Pérou la 50e (28,7 milliards de dollars) et le Chili la 51e (28,3 milliards de dollars).
80% de la fabrication de la région d'Amérique latine incombe à l'Argentine, au Brésil et au Mexique. Brésil possède le troisième plus grand secteur manufacturier des Amériques. Représentant 28,5 pour cent du PIB, les industries du Brésil vont de l'automobile, de l'acier et de la pétrochimie aux ordinateurs, avions (Embraer), produits alimentaires, pharmaceutiques, chaussures, métallurgie et biens de consommation durables. Dans l'industrie alimentaire, en 2019, le Brésil était le deuxième exportateur d'aliments transformés au monde. En 2016, le pays était le 2e producteur de pâte au monde et le 8e producteur de papier. Dans l'industrie de la chaussure, en 2019, le Brésil se classait au 4e rang des producteurs mondiaux. En 2019, le pays était le 8e producteur de véhicules et le 9e producteur d'acier au monde. En 2018, l'industrie chimique brésilienne était la 8e au monde; dans l'industrie textile, le Brésil, bien qu'il figurait parmi les 5 plus grands producteurs mondiaux en 2013, est très peu intégré dans le commerce mondial.

## Exploitation minière

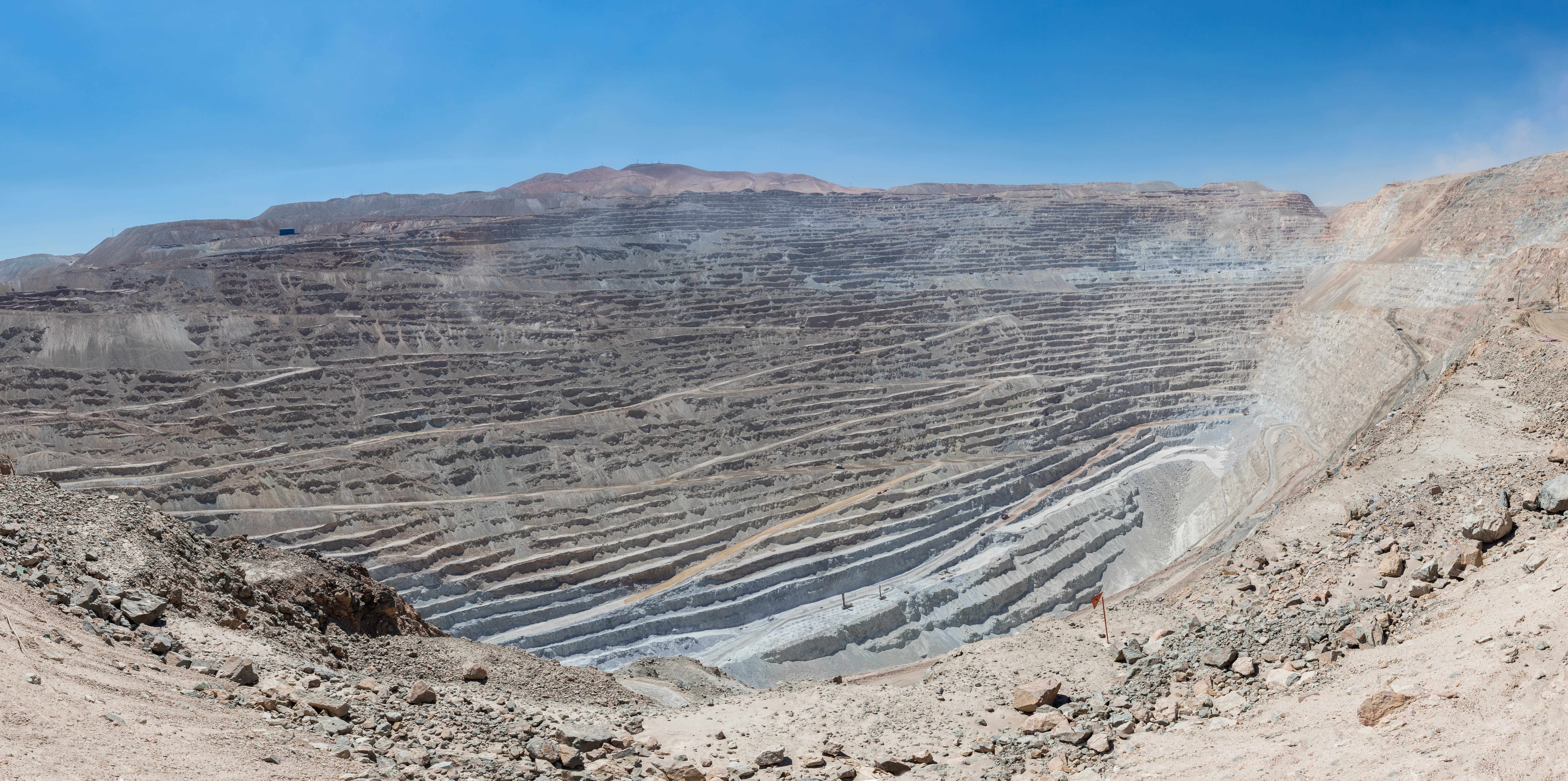
Mine de cuivre au Chili. L'Amérique latine produit plus de la moitié du cuivre mondial.

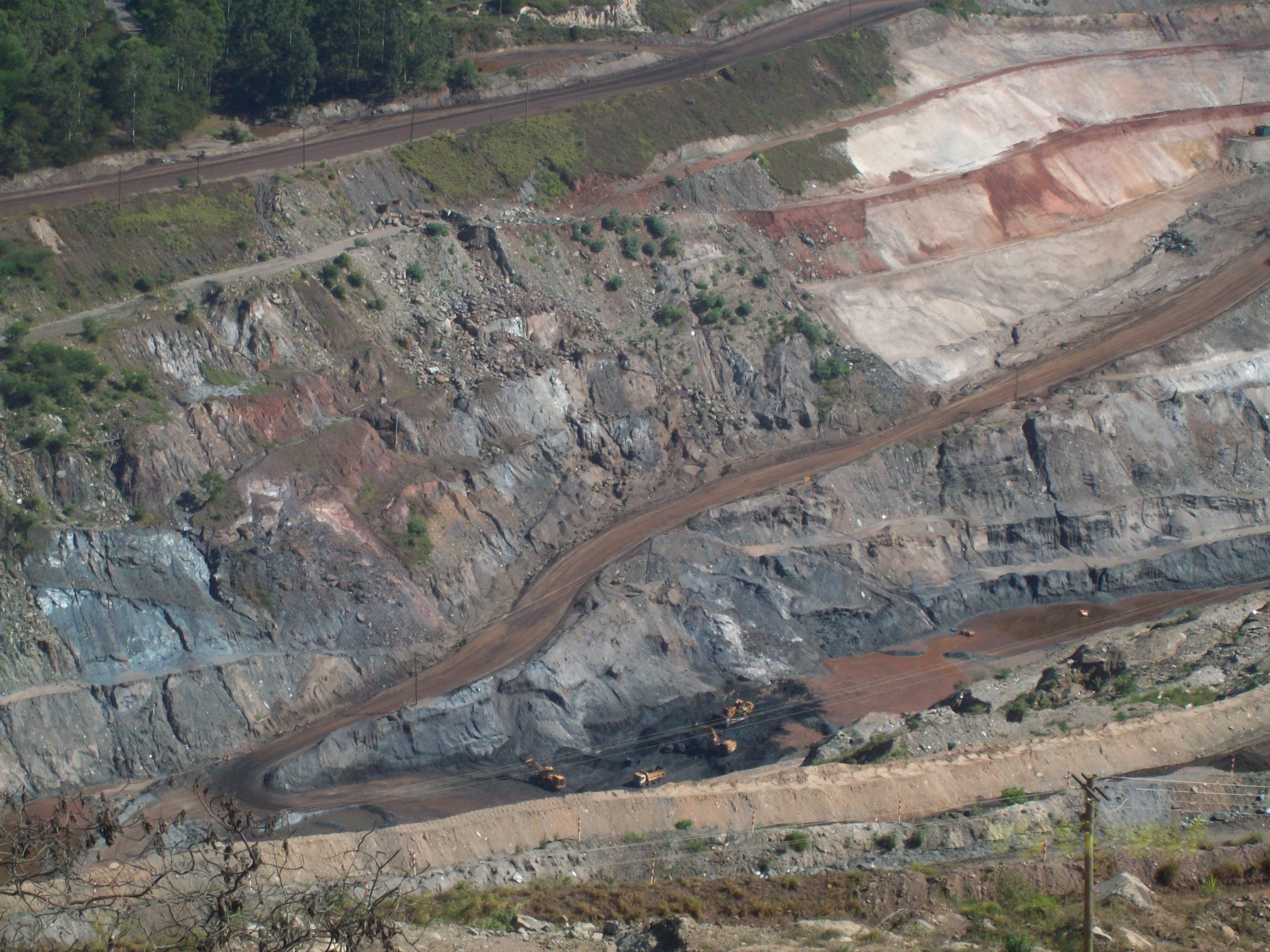
Mine de fer à Minas Gerais.

Le Chili contribue à environ un tiers de la production mondiale de cuivre. En 2018, le Pérou était le deuxième producteur mondial de argent et cuivre et le sixième producteur de or (les 3 métaux qui génèrent le plus de valeur), en plus d'être le 3e producteur au monde de zinc et étain et 4e de plomb. Le Brésil est le deuxième exportateur mondial de minerai de fer, possède 98% des réserves connues de niobium dans le monde et est l'un des 5 plus grands producteurs mondiaux de bauxite, manganèse et étain. La Bolivie est le cinquième producteur d'étain, le septième producteur d'argent et le huitième producteur de zinc au monde,.
Le Mexique est le plus grand producteur d'argent au monde, représentant près de 23% de la production mondiale, produisant plus de 200 millions d'onces en 2019. Il possède également d'importantes mines de cuivre et de zinc et produit une quantité importante d'or.

## Pétrole et gaz
Dans la production de pétrole, le Brésil était le 10e producteur mondial de pétrole en 2019, avec 2,8 millions de barils / jour. Le Mexique était le 12e avec 2,1 millions de barils / jour, le Venezuela était le 21e avec 877 mille barils / jour, la Colombie au 22e avec 886 mille barils / jour, l'Équateur au 28e avec 531 mille barils / jour et l'Argentine 29e avec 507 mille barils / jour. Comme le Venezuela et l'Équateur consomment peu de pétrole et exportent l'essentiel de leur production, ils font partie de l'OPEP. Le Venezuela a connu une forte baisse de sa production après 2015 (où il a produit 2,5 millions de barils / jour), tombant en 2016 à 2,2 millions, en 2017 à 2 millions, en 2018 à 1,4 million et en 2019 à 877 mille, en raison du manque d'investissements.
Dans la production de gaz naturel, en 2018, l'Argentine a produit 1524 bcf (milliards de pieds cubes), le Mexique en a produit 999, le Venezuela 946, le Brésil 877, la Bolivie 617, le Pérou 451, la Colombie 379.

## Organisations internationales
Les plus grandes organisations économiques sont :
- L'Alena qui regroupe le Canada, États-Unis et Mexique ;
- Le Mercosur : qui regroupe le Brésil, l'Argentine, l'Uruguay, le Paraguay, et le Venezuela (depuis 2012);
- Le Pacte andin.

## Bourse
Les principaux indices boursiers sont :
- IPC au Mexique ;
- Bovespa au Brésil ;
- Merval (indice boursier) en Argentine.
- IPSA au Chili.

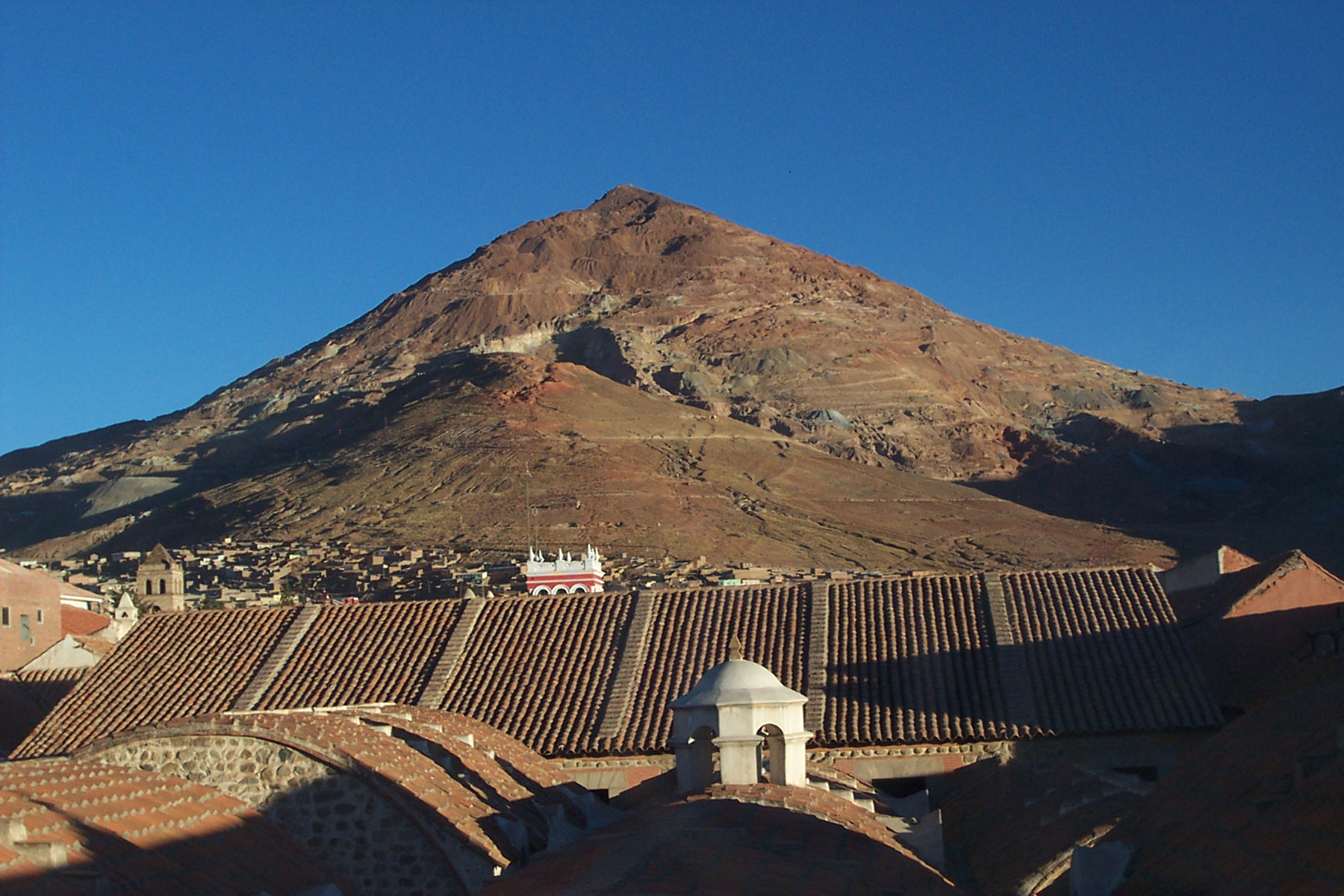
Mine d'argent en Bolivie
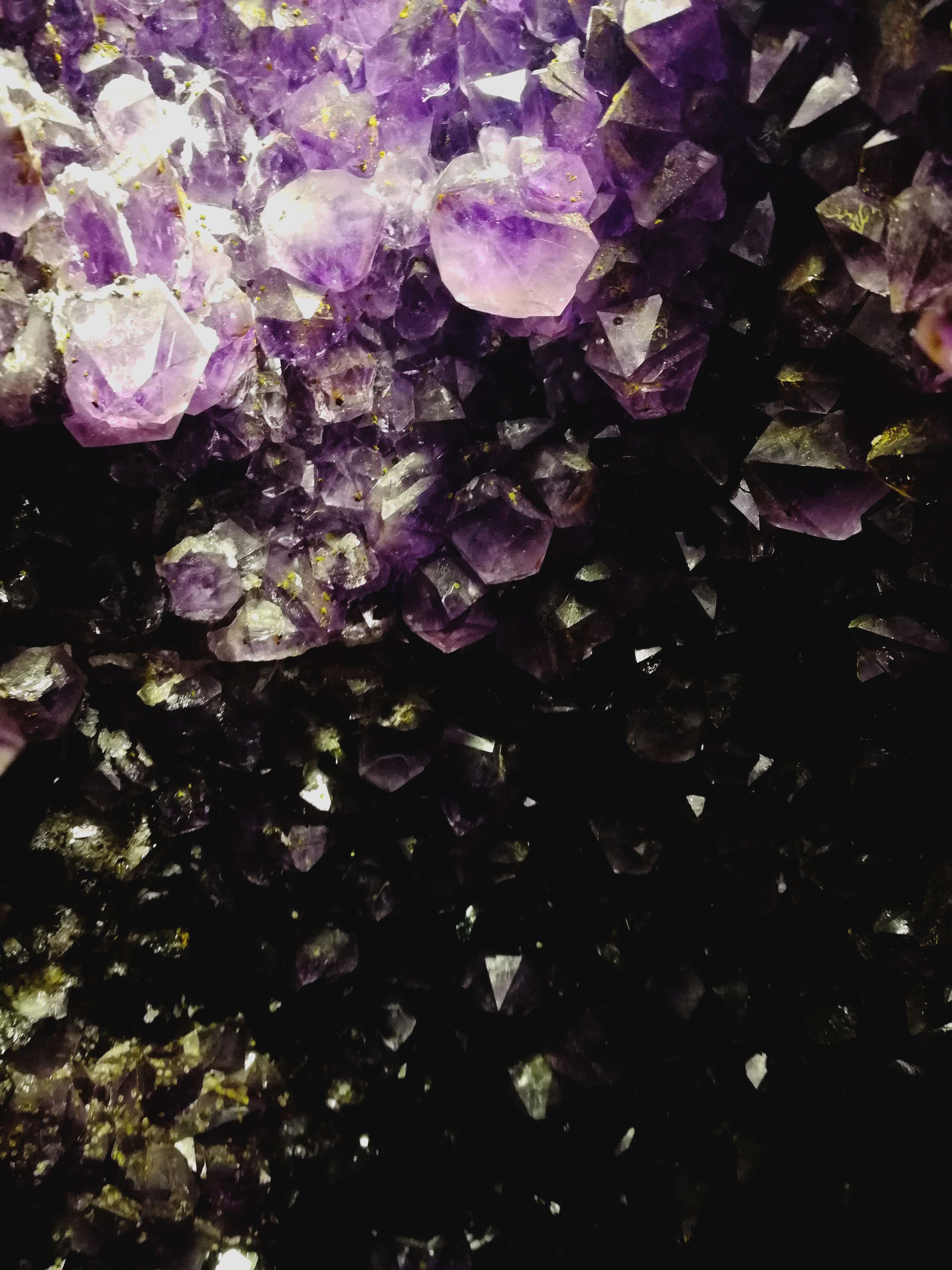
Mine d'améthyste à Ametista do Sul. L'Amérique Latine est un producteur majeur de pierres précieuses telles que l'améthyste, la topaze, l'émeraude, l'aigue-marine et la tourmaline
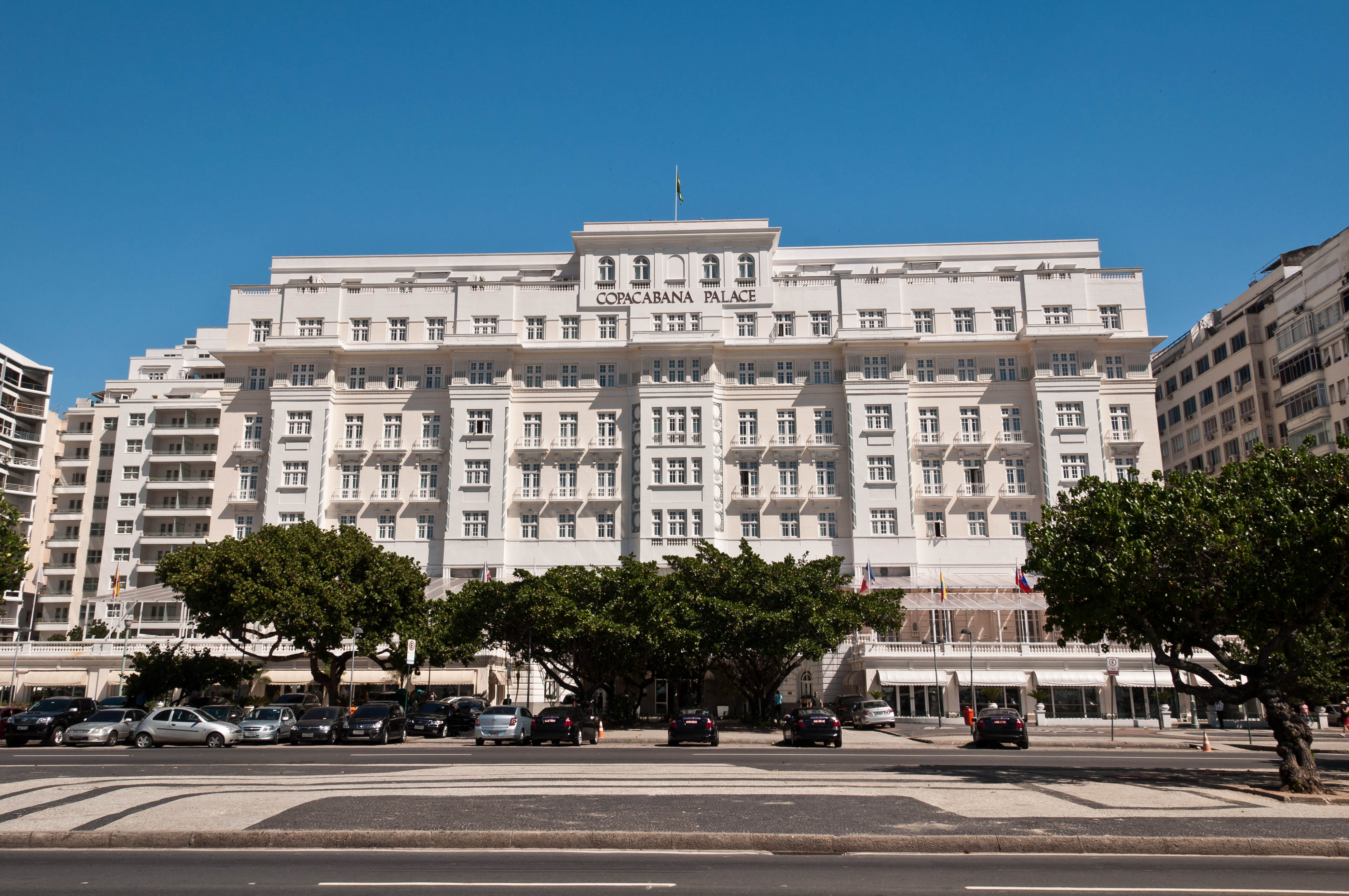
Copacabana Palace, le meilleur hôtel d'Amérique du Sud, à Rio de Janeiro
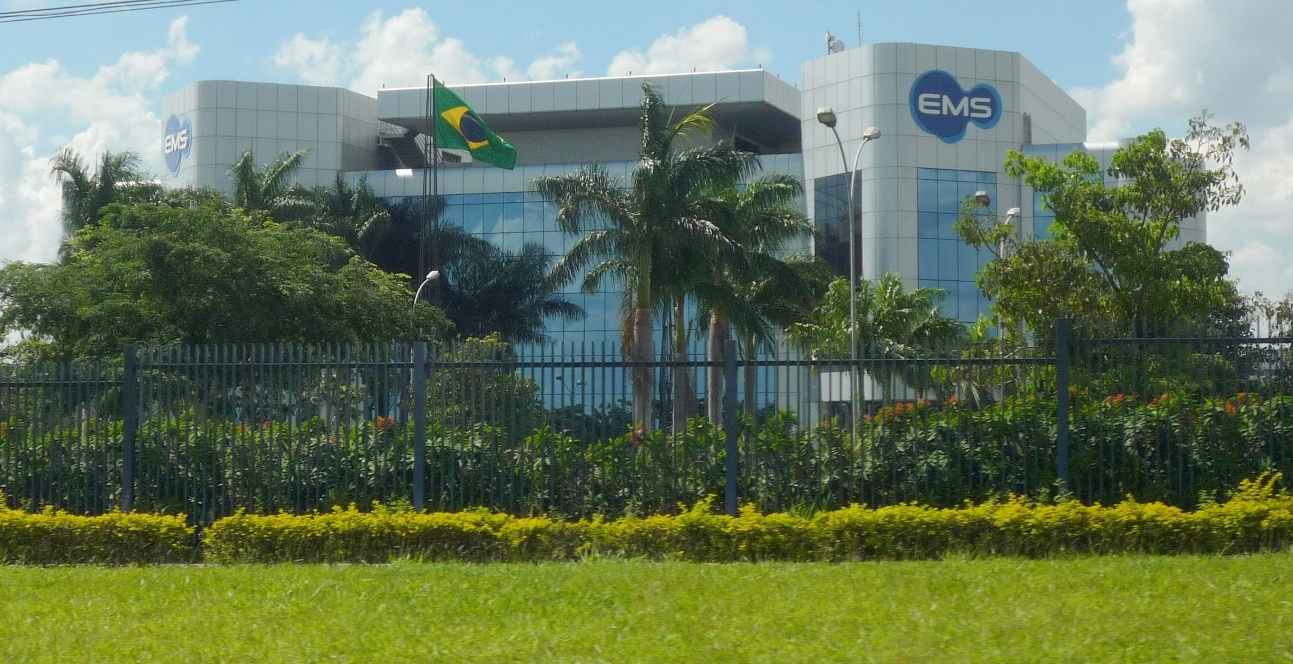
EMS, la plus grande industrie pharmaceutique brésilienne
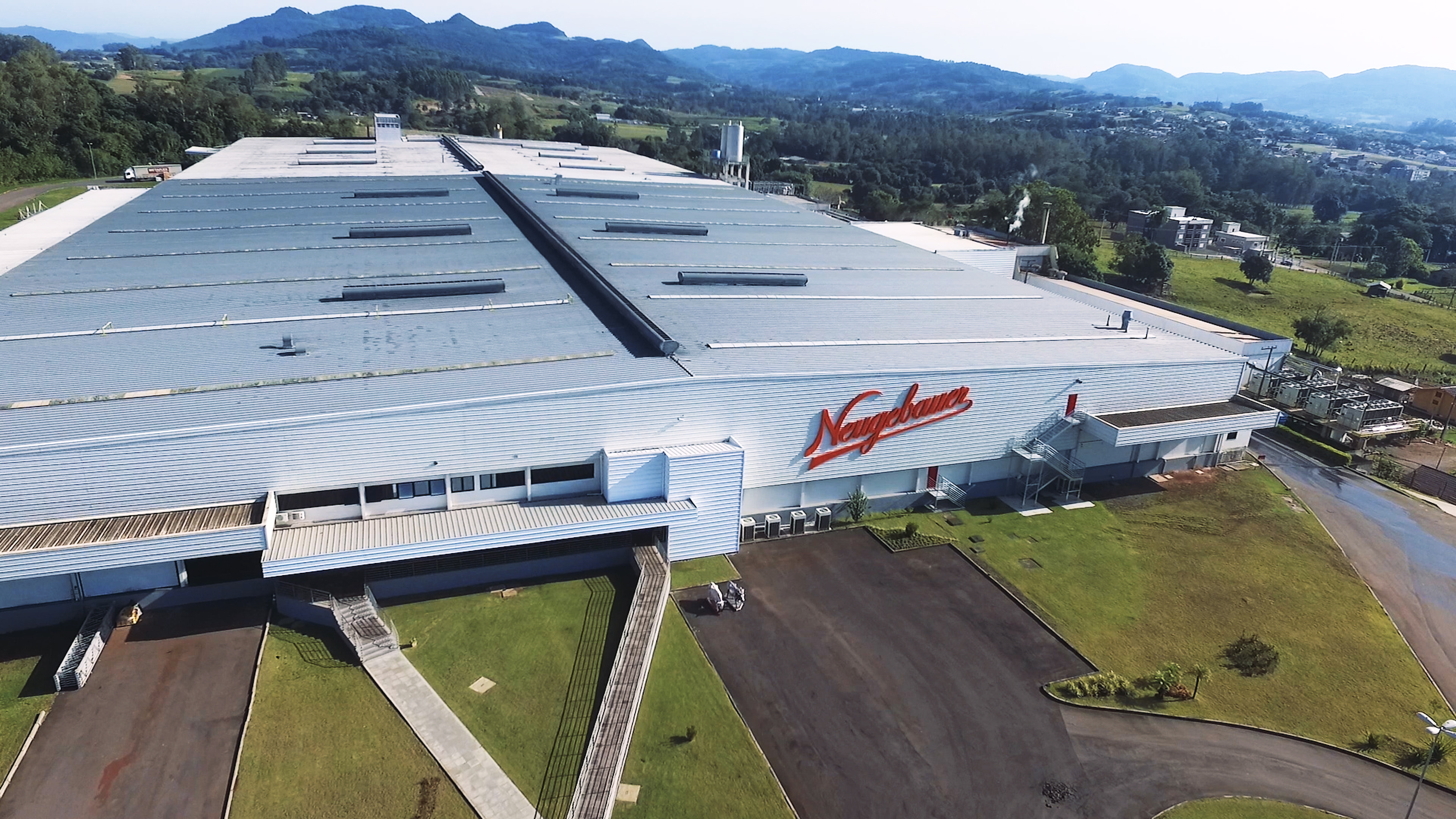
Chocolaterie Neugebauer à Arroio do Meio. L'Amérique latine se spécialise dans la transformation des aliments
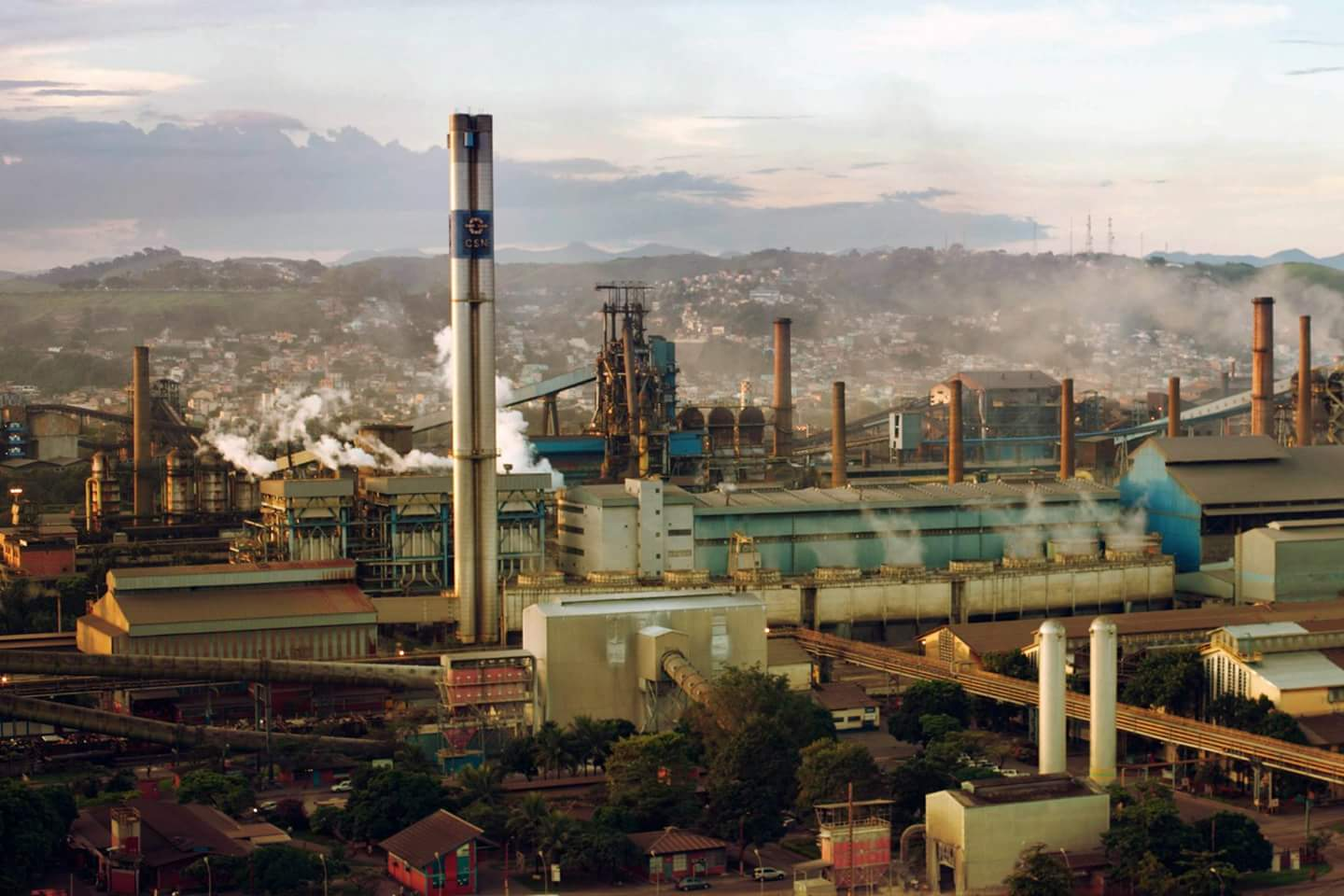
Siderúrgica  CSN, dans Volta Redonda. Le Brésil est l'un des 10 plus grands producteurs d'acier au monde; Le Mexique est l'un des 15 plus grands et l'Argentine, l'un des 30 plus grands
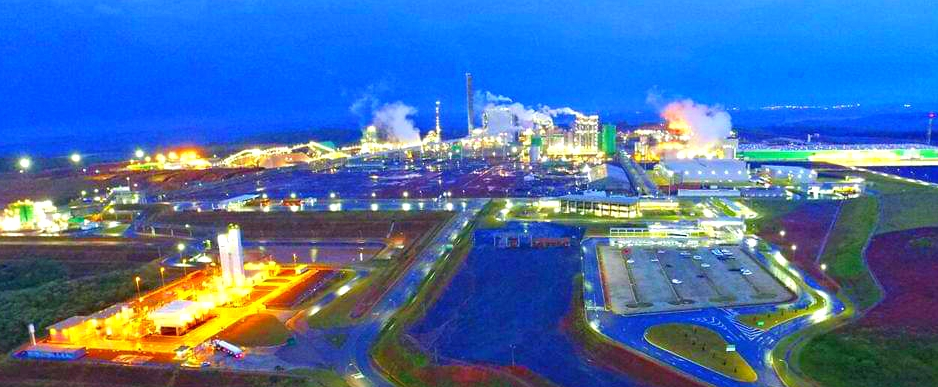
Complexe industriel de Klabin, à  Ortigueira. Le Brésil est le deuxième producteur de pâte et le huitième producteur de papier au monde
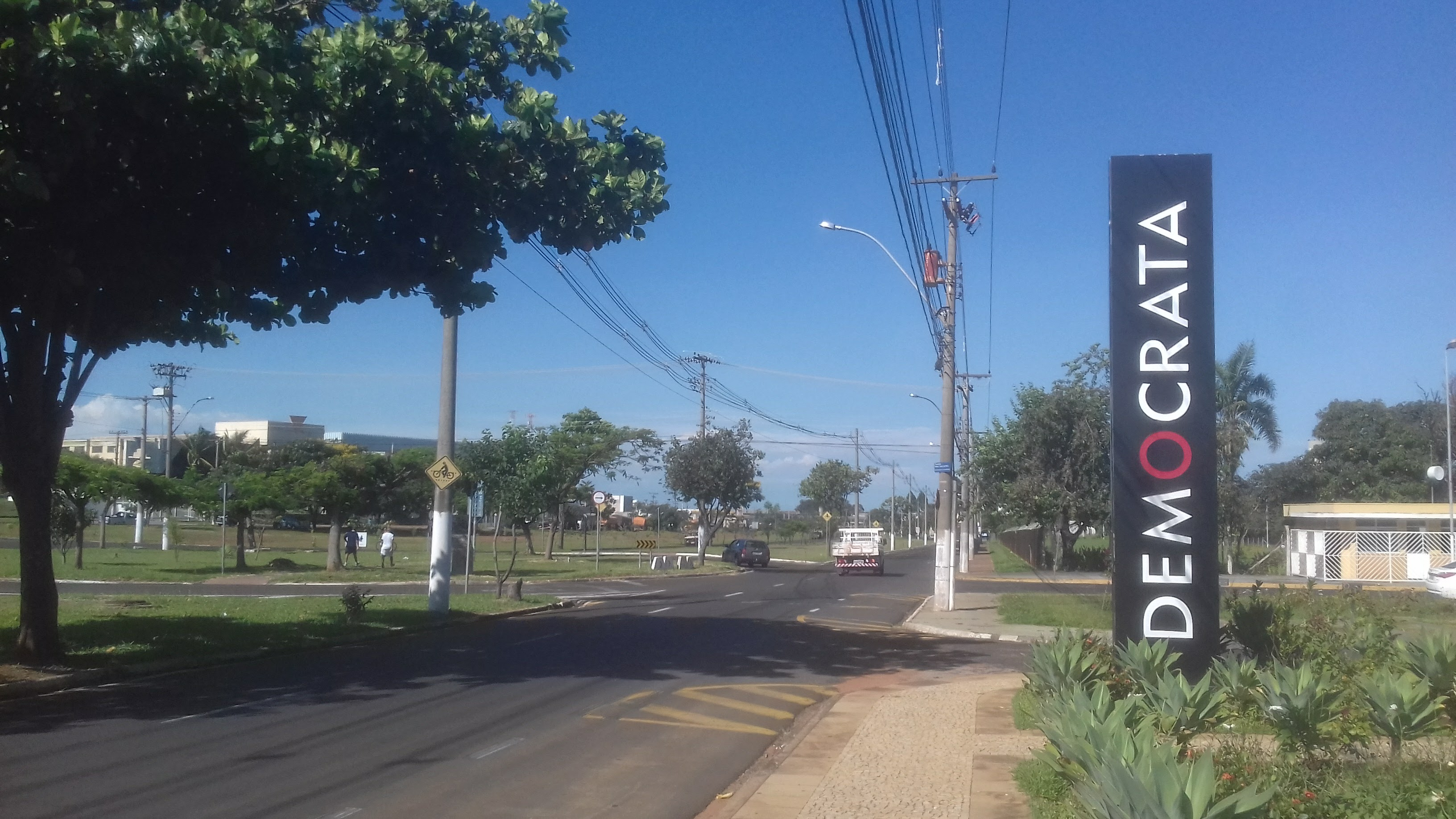
Portique de l'usine de chaussures pour hommes Democrata, à Franca. Le Brésil est le quatrième producteur de chaussures au monde
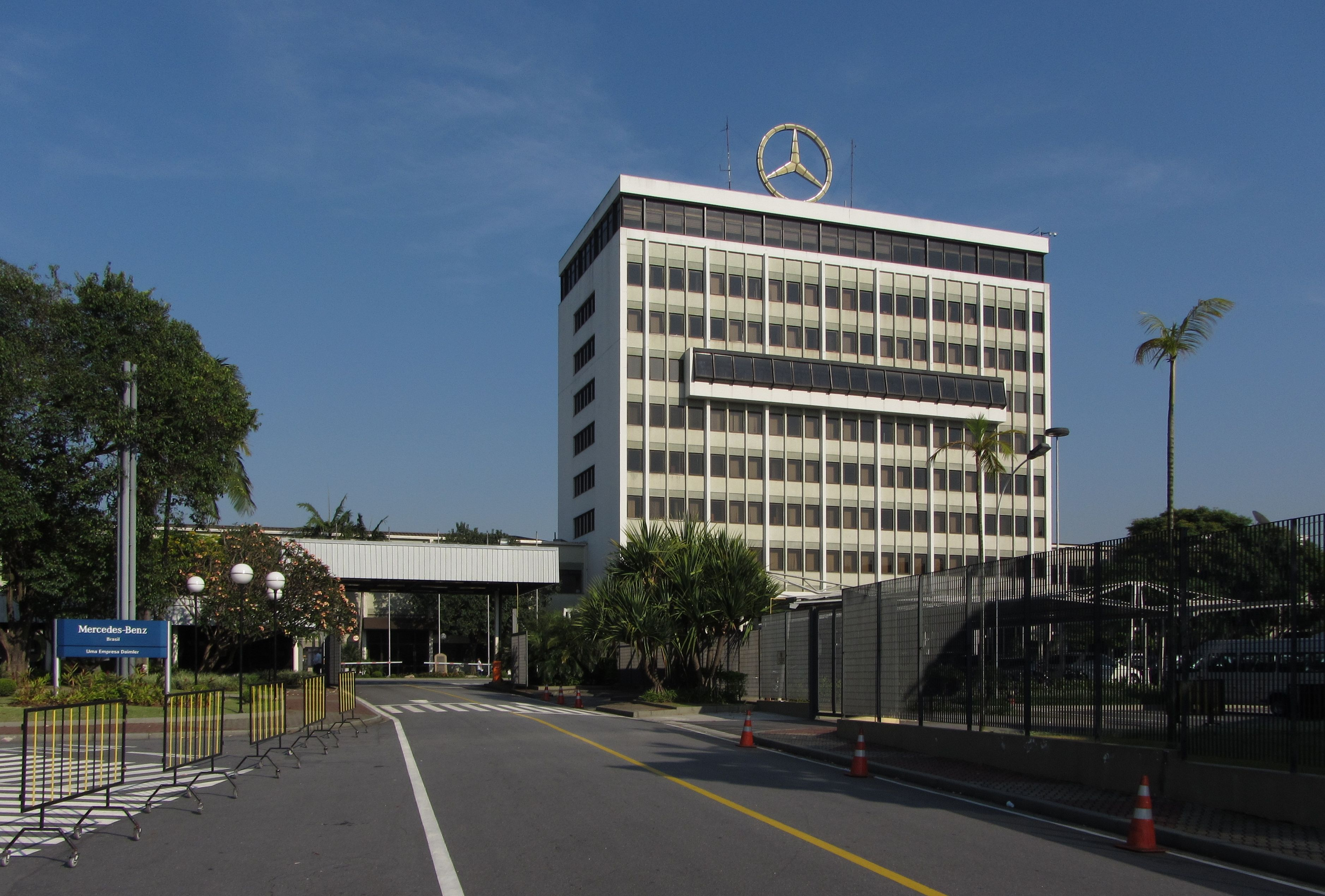
Usine Mercedes-Benz à São Paulo. Le Brésil est l'un des 10 plus grands producteurs de véhicules au monde et l'Argentine est l'un des 30 plus grands.
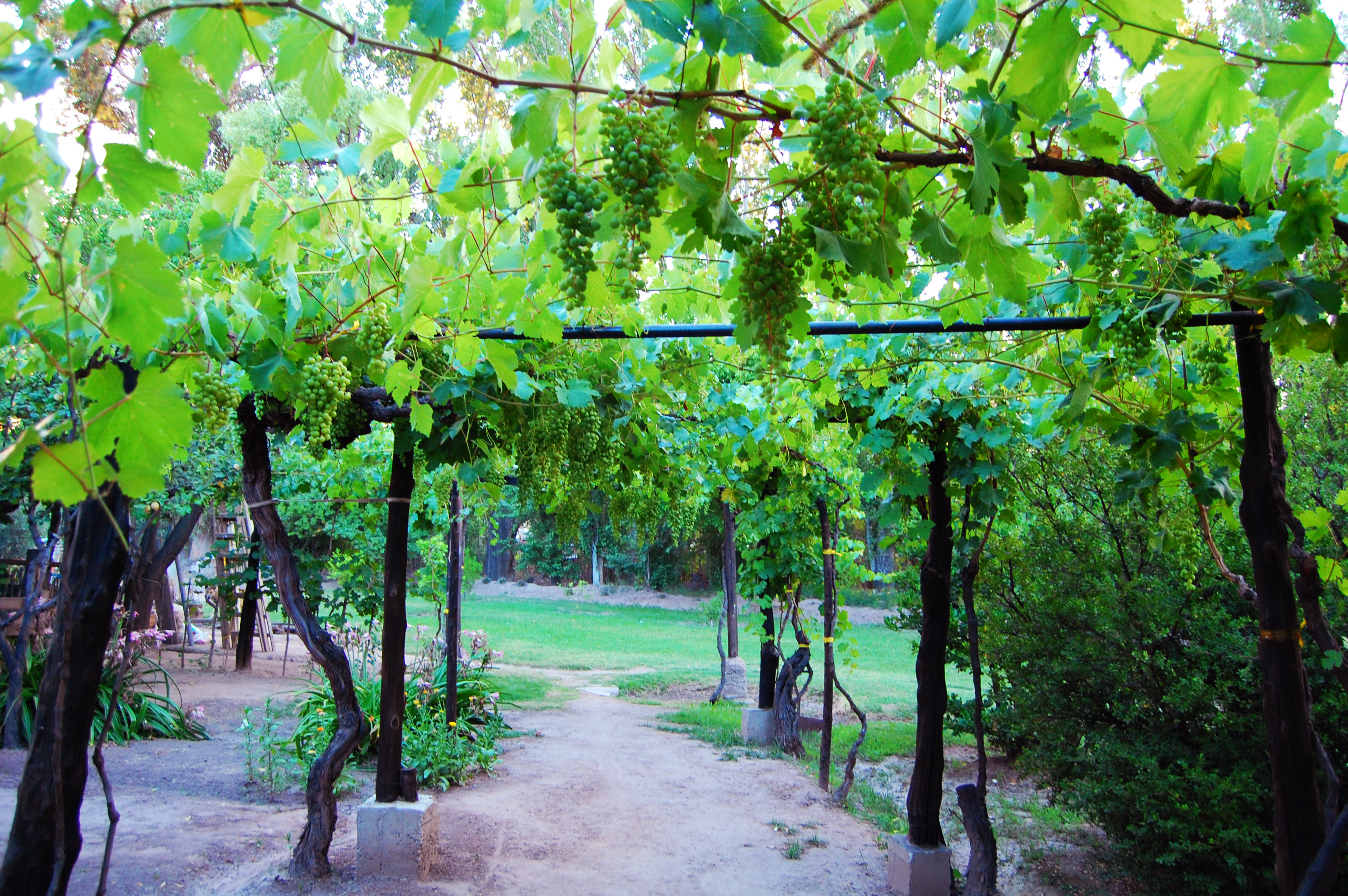
Plantation de raisin en Argentine. L'Argentine et le Chili sont parmi les 10 plus grands producteurs de raisin et de vin au monde, et le Brésil parmi les 20 plus grands.
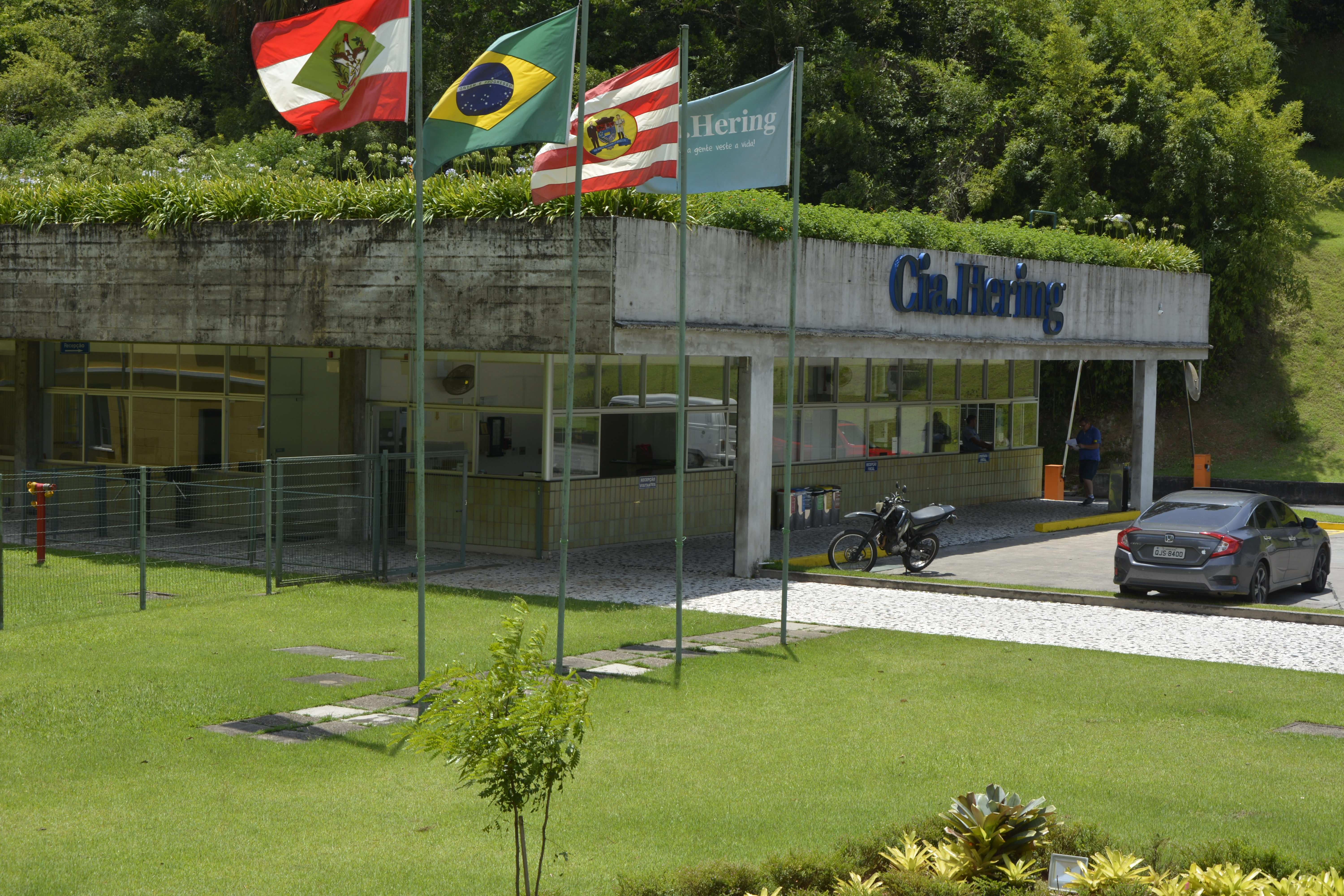
Hering, à Santa Catarina, Brésil. Le pays possède l'une des 5 plus grandes industries textiles au monde
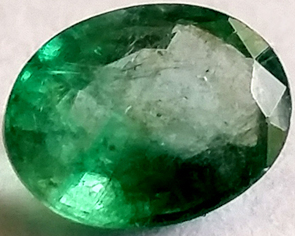
Émeraude colombienne. Le pays est le plus grand producteur d'émeraude au monde et le Brésil est l'un des plus grands producteurs
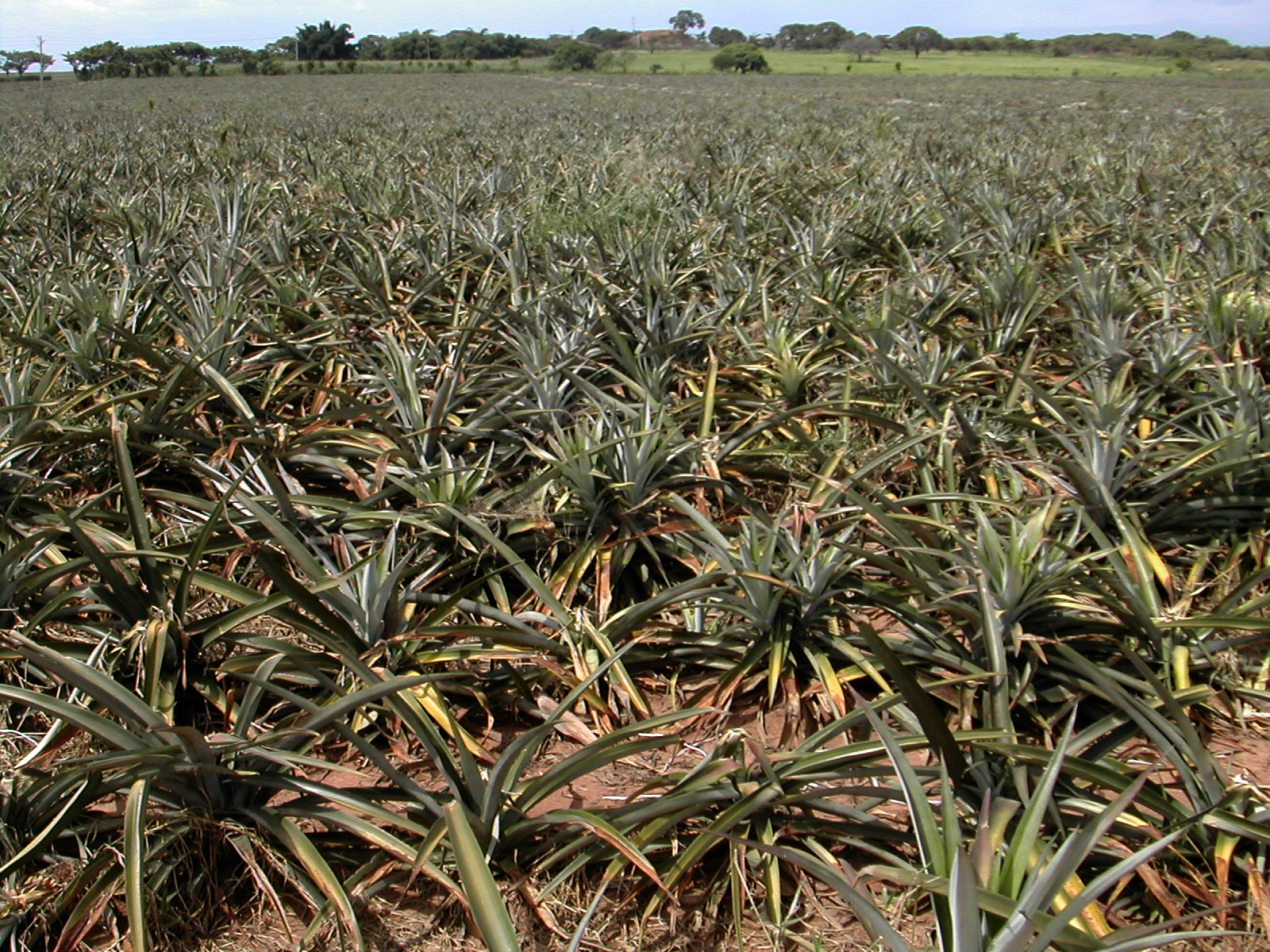
Ananas à Veracruz, Mexique. L'Amérique latine produit 35% de l'ananas mondial.
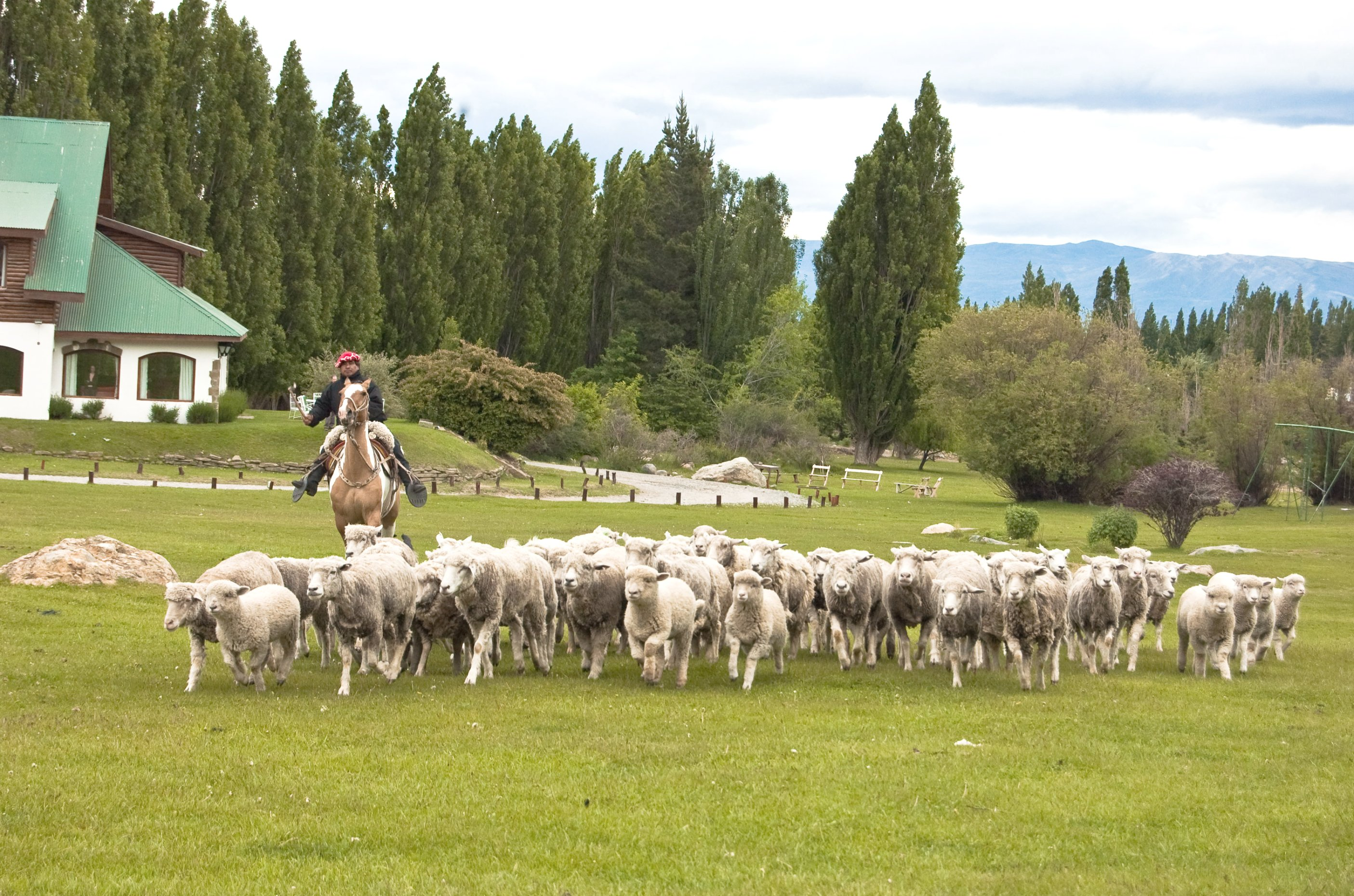
Moutons en Argentine. Le pays est le 11e producteur de laine au monde.
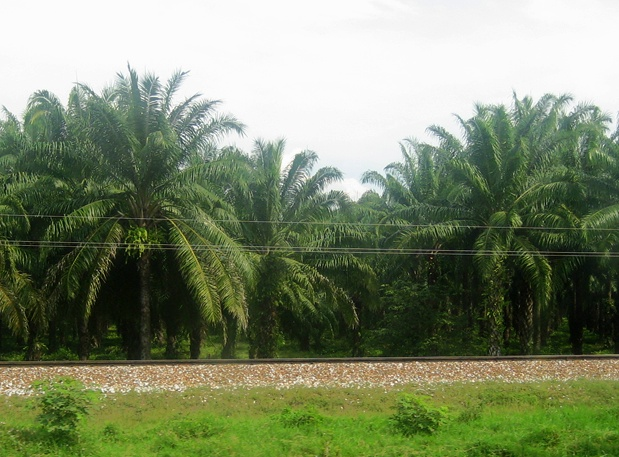
Plantation de palmiers à huile à Magdalena, Colombie. Le pays est l'un des 5 premiers producteurs d'huile de palme au monde.
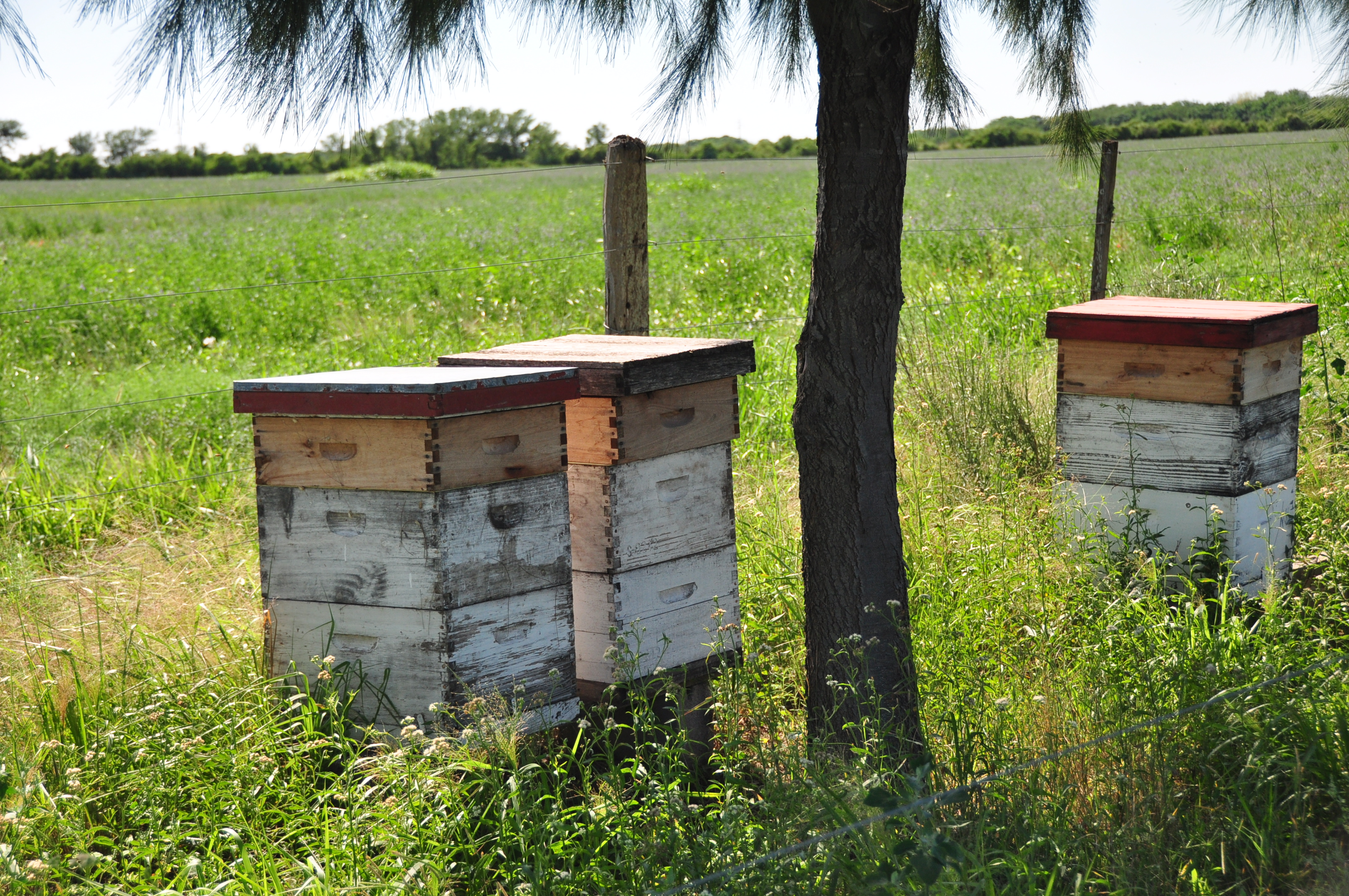
Production de miel en Argentine. Le pays est le troisième producteur de miel au monde.
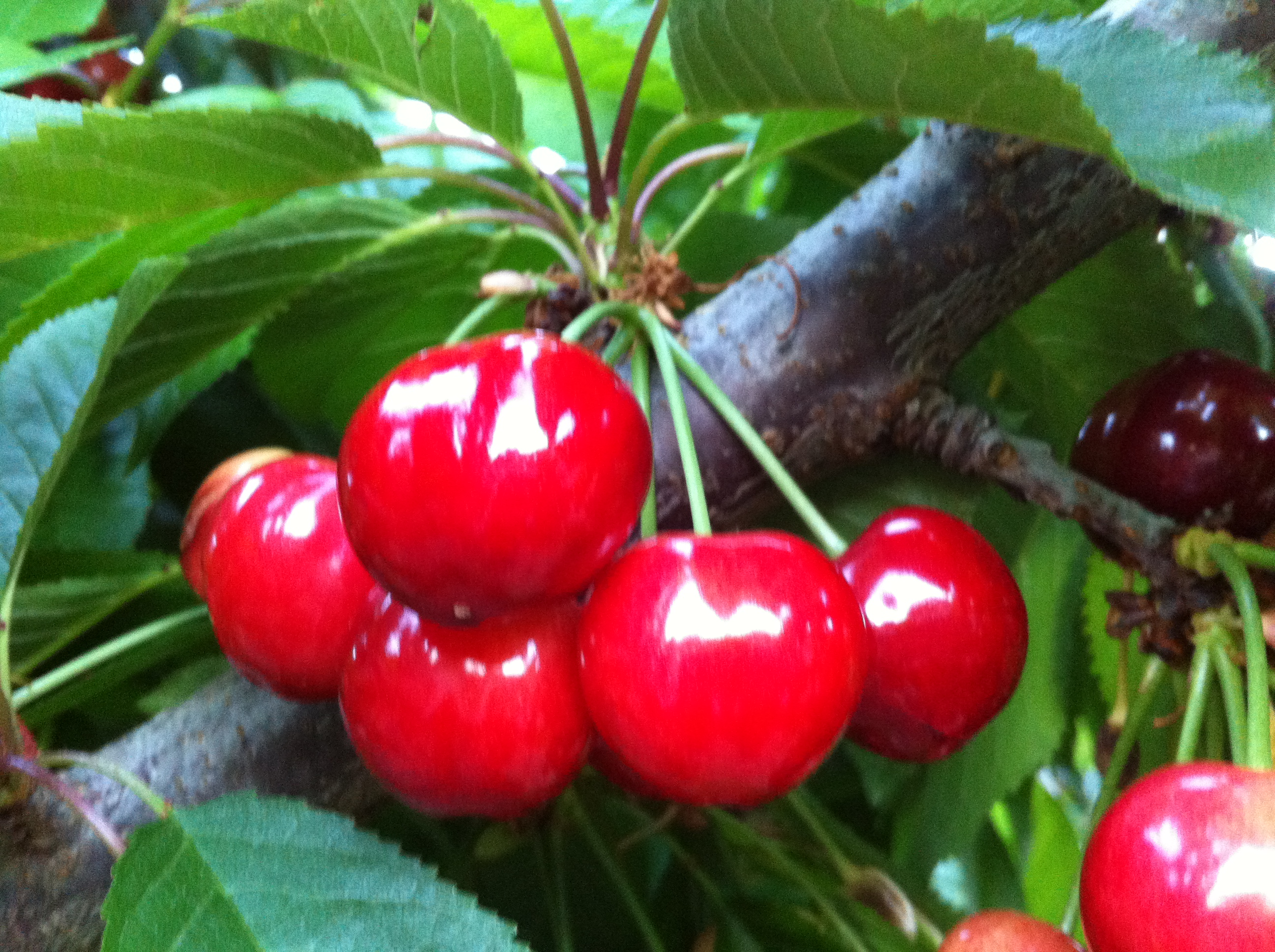
Cerises chiliennes. Le Chili est l'un des 5 premiers producteurs de cerises douces au monde.
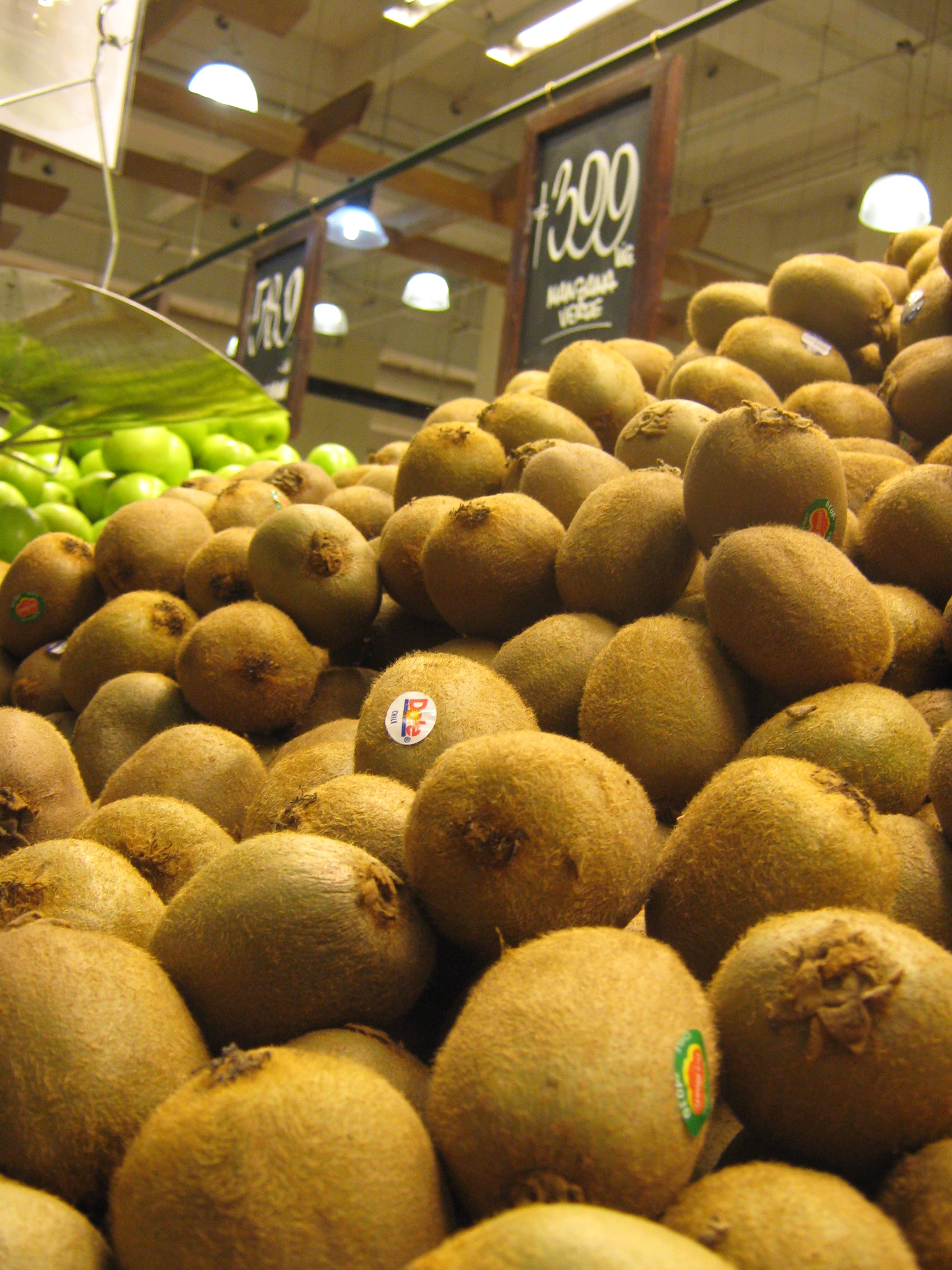
Kiwi du Chili. Le pays est l'un des 10 plus grands producteurs de kiwi au monde.
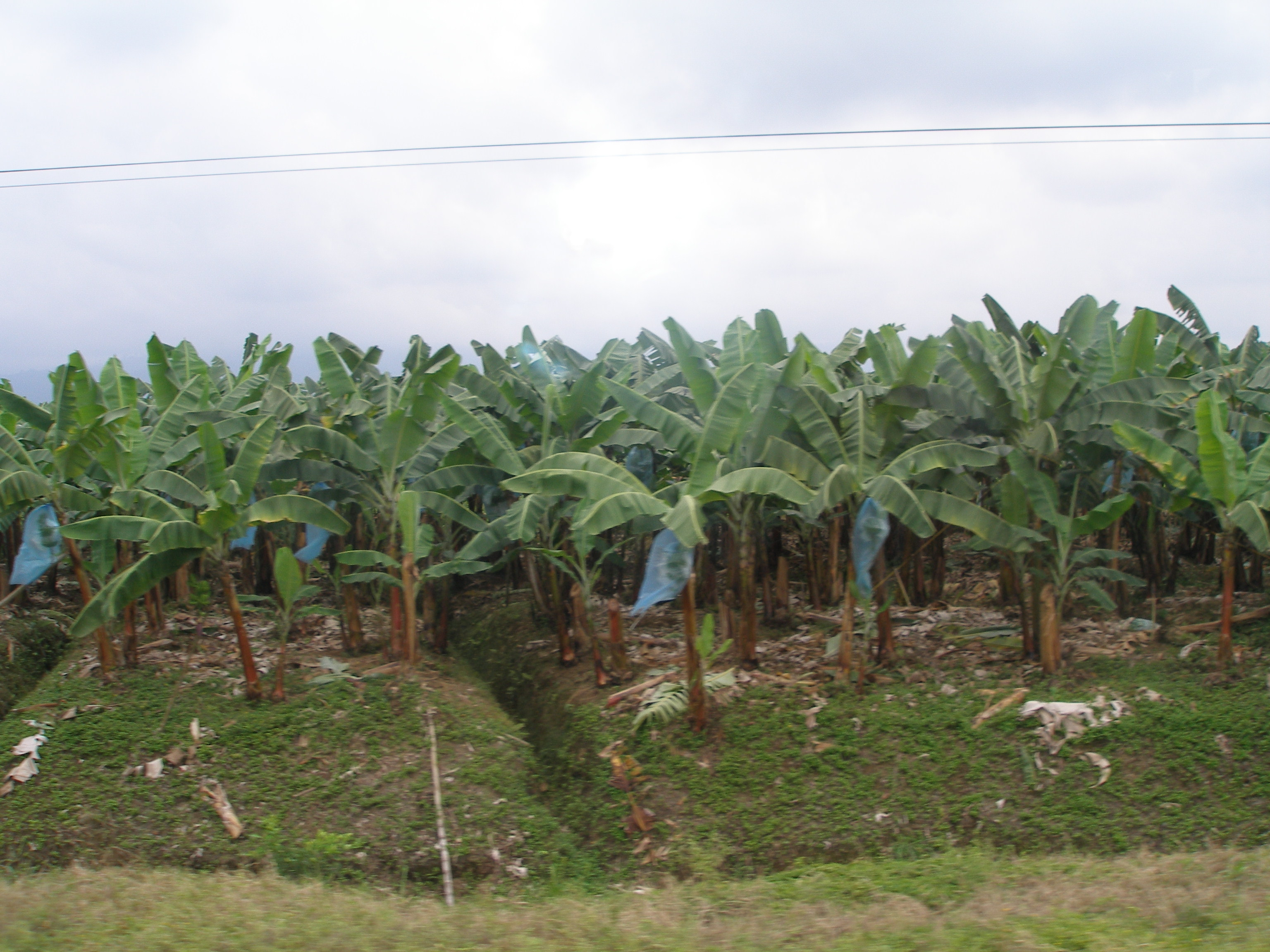
Banane en Équateur. Le pays est le premier exportateur mondial de bananes. L'Amérique latine produit environ 30% des bananes du monde.